# William Cunningham
William Cunningham, född 29 december 1849 i Edinburgh, död 10 juni 1919 i Cambridge, var en brittisk ekonomhistoriker och motståndare till frihandel. 
Cunningham studerade i Edinburgh och Cambridge, och var professor i nationalekonomi vid King's College i London 1891-97, samt 1907 ärkediakon i Ely stift. Cunningham var en av grundfäderna till ämnet ekonomisk historia i England. Han har diskuterat skillnaden mellan ett abstrakt ekonomiskt sätt att tänka och ett mer konkret, där de verkliga krafterna som formar den ekonomiska utvecklingen lyfts fram.
Hans Growth of English Industry and Commerce during the Early and Middle Ages (1890) och Growth of English Industry and Commerce in Modern Times (1882) är bland standardverken om industrialismens historia i England.